# Ongelijkheid van Hölder
In de wiskundige analyse is de ongelijkheid van Hölder, genoemd naar de Duitse wiskundige Otto Hölder, een fundamentele ongelijkheid tussen integralen en een onmisbaar instrument bij de studie van L^p-ruimten. 
Laat {\displaystyle (S,\Sigma ,\mu )} een maatruimte zijn en {\displaystyle 1\leq p,q\leq \infty } met {\displaystyle 1/p+1/q=1}, dat wil zeggen {\displaystyle q=p/(p-1)}. Dan geldt voor alle meetbare reëel- en complexwaardige functies {\displaystyle f} en {\displaystyle g} op {\displaystyle S} dat
{\displaystyle \|fg\|_{1}\leq \|f\|_{p}\ \|g\|_{q}}
Van de getallen {\displaystyle p} en {\displaystyle q} zegt men dat het Hölder-geconjugeerden van elkaar zijn. 
Het bijzondere geval dat {\displaystyle p=q=2} geeft een vorm van de ongelijkheid van Cauchy-Schwarz.